# 宫保石坊
宫保石坊，位于中国广东省湛江市湛江东海硇洲镇上街村，为湛江市的一个市、县级文物保护单位，类型为古建筑，公布时间为1991年6月20日。
宫保石坊的历史年代为清代。